# Ecquevilly
Ecquevilly ist eine französische Gemeinde mit 4090 Einwohnern (Stand 1. Januar 2022) im Département Yvelines in der Region Île-de-France. Sie gehört zum Arrondissement Mantes-la-Jolie und zum Kanton Les Mureaux. Die Einwohner werden Ecquevillois genannt.

## Geographie
Ecquevilly liegt im Tal der Seine. Umgeben wird Ecquevilly von den Nachbargemeinden Les Mureaux im Norden, Chapet im Osten und Nordosten, Morainvilliers im Osten und Südosten, Les Alluets-le-Roi im Süden, Bazemont im Südwesten sowie Bouafle im Westen und Nordwesten.
Das Gemeindegebiet wird vom Flüsschen Orgeval durchquert. Durch die Gemeinde führt die Autoroute A13.

## Bevölkerungsentwicklung
| Jahr      | 1962 | 1968 | 1975 | 1982 | 1990 | 1999 | 2006 | 2017 |
| Einwohner | 2109 | 2822 | 3442 | 3600 | 3794 | 4208 | 4329 | 4259 |

## Sehenswürdigkeiten

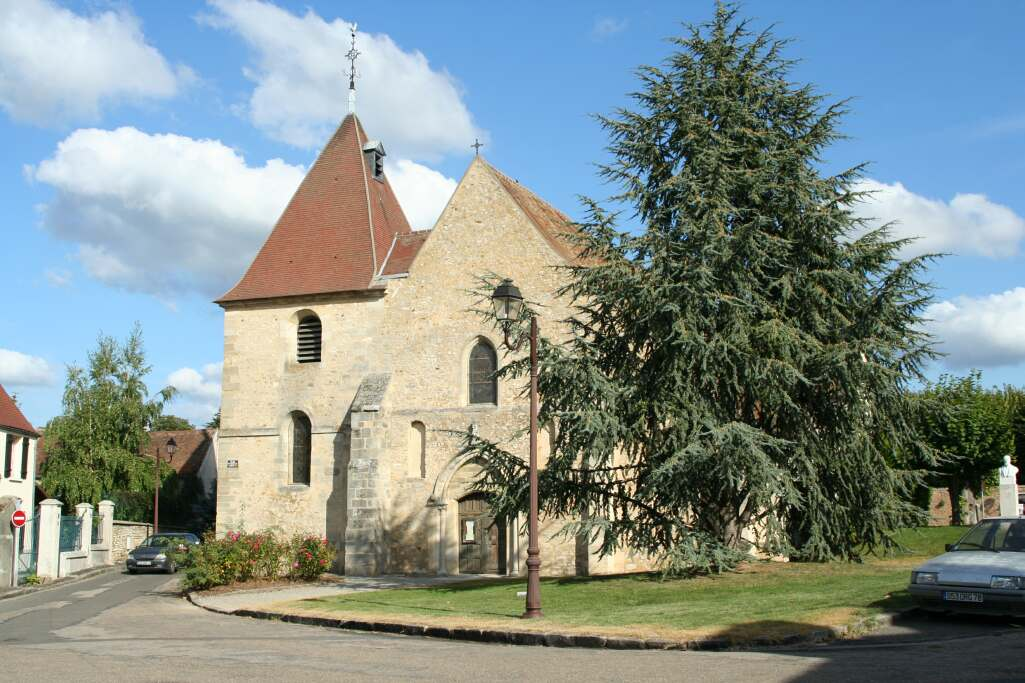
Kirche Saint-Martin

- Kirche Saint-Martin, erbaut im 12. Jahrhundert,
- Schloss Fresne aus dem 16. Jahrhundert, Kastellan war u. a. François d’O
- Schloss Ecquevilly
- Schloss Romainville aus dem 19. Jahrhundert für Henry Deutsch de la Meurthe erbaut

- Domäne Muette
- Waschhaus

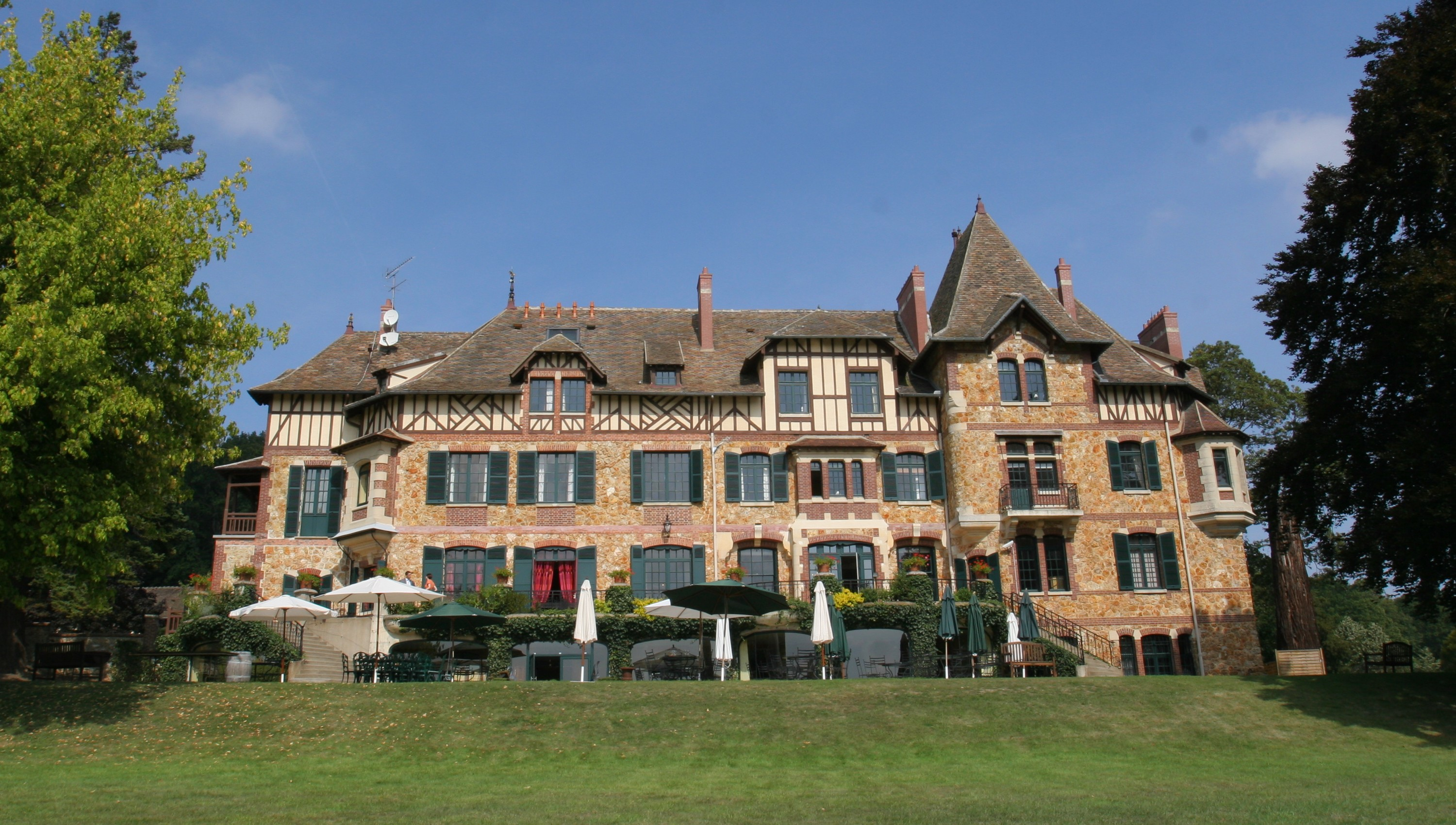
Schloss Romainville

Siehe auch: Liste der Monuments historiques in Ecquevilly

## Persönlichkeiten
- Henry Deutsch de la Meurthe (1846–1919), Industrieller
- Lise Tréhot (1848–1922), Modell und die Geliebte des Malers Pierre-Auguste Renoir